# Dendrobium finniganense
Dendrobium finniganense är en orkidéart som beskrevs av David Lloyd Jones. Dendrobium finniganense ingår i släktet Dendrobium, och familjen orkidéer.
Artens utbredningsområde är Queensland. Inga underarter finns listade i Catalogue of Life.